# Kurt Grote
Kurt Grote (3 agosto 1973) è un ex nuotatore statunitense.

## Carriera
Ha fatto parte, seppur solo in batteria, del team americano che ha conquistato l'oro nella staffetta 4x100m misti alle Olimpiadi di Atlanta 1996.

## Palmarès
- Giochi olimpici estivi

Atlanta 1996: oro nella 4x100m misti.
- Mondiali

Perth 1998: oro nei 200m rana, argento nella 4x100m misti e bronzo nei 100m rana.
- Giochi PanPacifici

Atlanta 1995: bronzo nei 100m rana.
Fukuoka 1997: oro nei 100m rana, nei 200m rana e nella 4x100m misti.